# Szachy na Igrzyskach Afrykańskich 2019
Szachy na Igrzyskach Afrykańskich 2019 odbywał się w dniach 24–28 sierpnia 2019 roku w Grand Hôtel Mogador w Casablance.

## Podsumowanie

### Klasyfikacja medalowa
| Klasyfikacja medalowa | Klasyfikacja medalowa | Klasyfikacja medalowa | Klasyfikacja medalowa | Klasyfikacja medalowa | Klasyfikacja medalowa |
| Miejsce               | Państwo               | Złoto                 | Srebro                | Brąz                  | Razem                 |
| --------------------- | --------------------- | --------------------- | --------------------- | --------------------- | --------------------- |
| 1                     | Egipt                 | 5                     | 3                     | 0                     | 8                     |
| 2                     | Algieria              | 0                     | 1                     | 3                     | 4                     |
| 3                     | Zambia                | 0                     | 1                     | 0                     | 1                     |
| 4                     | Uganda                | 0                     | 0                     | 1                     | 1                     |
| =                     | Zimbabwe              | 0                     | 0                     | 1                     | 1                     |
| Razem                 | Razem                 | 5                     | 5                     | 5                     | 15                    |

### Medaliści
| Konkurencja         | 1. miejsce                                                        | 2. miejsce                                                                | 3. miejsce                                                                                         |                  |
| Drużyny mieszane    | Drużyny mieszane                                                  | Drużyny mieszane                                                          | Drużyny mieszane                                                                                   | Drużyny mieszane |
| ------------------- | ----------------------------------------------------------------- | ------------------------------------------------------------------------- | -------------------------------------------------------------------------------------------------- | ---------------- |
| Szachy szybkie      | Egipt · Ahmed Adly · Bassem Ibrahim · Shrook Wafa · Shahenda Wafa | Algieria · Bilel Bellahcene · Adlane Arab · Lina Nassr · Sabrina Latreche | Zimbabwe · Rodwell Makoto · Emarald Takudzwa Mushore · Linda Dalitso Shaba · Colletah Wakuruwarewa |                  |
| Mężczyźni           |                                                                   |                                                                           | |                  |
| Szachy szybkie      | Ahmed Abdelshahid                                                 | Bassem Ibrahim                                                            | Harold Wanyama                                                                                     |                  |
| Szachy błyskawiczne | Bassem Ibrahim                                                    | Ahmed Abdelshahid                                                         | Bilel Bellahcene                                                                                   |                  |
| Kobiety             |                                                                   |                                                                           | |                  |
| Szachy szybkie      | Shrook Wafa                                                       | Lorita Mwango                                                             | Sabrina Latreche                                                                                   |                  |
| Szachy błyskawiczne | Shrook Wafa                                                       | Shahenda Wafa                                                             | Lina Nassr                                                                                         |                  |